# Championnats d'Afrique d'haltérophilie 2020
Navigation
Édition précédente Édition suivante
Les Championnats d'Afrique d'haltérophilie 2020  sont la trentième édition des Championnats d'Afrique d'haltérophilie. Ils sont à l'origine programmés du 13 au 20 avril 2020 à Vacoas (Maurice) ; en raison de la pandémie de Covid-19, la compétition est reprogrammée du 15 au 23 juin 2020. La compétition est à nouveau reportée sine die le 1er avril 2020.